# إدوين أو. كيلر
إدوين أو. كيلر هو مصرفي وسياسي أمريكي، ولد في 12 يناير 1846 في ريجفيلد ‏ في الولايات المتحدة، وتوفي في 4 ديسمبر 1923 في نوروولك في الولايات المتحدة. نشط حزبياً في الحزب الجمهوري. وقد انتخب عضو مجلس ولاية كونيتيكت ‏ وانتخب Presidents pro tempore of the Connecticut Senate ‏ وانتخب عضو مجلس نواب كونيتيكت ‏.